# Mibanda
Mibanda är ett vattendrag i Burundi.   Det ligger i provinsen Bururi, i den sydvästra delen av landet, 50 kilometer söder om huvudstaden Bujumbura.
Omgivningarna runt Mibanda är en mosaik av jordbruksmark och naturlig växtlighet. Runt Mibanda är det ganska tätbefolkat, med 239 invånare per kvadratkilometer.